# 43 Ariadne
Ariadne (asteroide 43) é um asteroide da cintura principal com um diâmetro de 65,88 quilómetros, a 1,83323304 UA. Possui uma excentricidade de 0,16794702 e um período orbital de 1 194,5 dias (3,27 anos).
Ariadne tem uma velocidade orbital média de 20,06593482 km/s e uma inclinação de 3,46794687º.
Este asteroide foi descoberto em 15 de abril de 1857 por Norman Pogson. Seu nome vem da personagem da mitologia grega Ariadne.